# Liste der Baudenkmale in Karlsburg (Vorpommern)
In der Liste der Baudenkmale in Karlsburg sind alle denkmalgeschützten Bauten der Gemeinde Karlsburg (Mecklenburg-Vorpommern) und ihrer Ortsteile aufgelistet. Grundlage ist die Veröffentlichung der Denkmalliste des Landkreises Ostvorpommern mit dem Stand vom 30. Dezember 1996.

## Baudenkmale nach Ortsteilen

### Karlsburg
| ID | Lage    | Bezeichnung                                    | Beschreibung | Bild           |
| -- | ------- | ---------------------------------------------- | --- | -------------- |
|    | (Karte) | Schlossanlage mit Schloss, Park, Tor und Stall | Barocke, 2-gesch., differenzierte Bauanlage von 1773 mit Mansarddächern, Hauptgebäude mit 3-gesch. Mittelrisalit und zwei Flügeln, 1-gesch. Zwischentrakt; heute (ab 1990) Fachkrankenhaus der Universität Greifswald; Gutsbesitz u. a.: Familien von Normann (ab 1626), von Bohlen (ab 1679) und von Bismarck-Bohlen (1817–1945) | Weitere Bilder |

### Lühmannsdorf
| ID | Lage                           | Bezeichnung                            | Beschreibung                                                                   | Bild |
| -- | ------------------------------ | -------------------------------------- | ------------------------------------------------------------------------------ | ---- |
|    | Ringstraße 12 (Karte)          | Forsthof mit Wohnhaus, 2 Stallgebäuden | Sitz der Revierförsterei Quilow                                                |      |
|    | Karl-Marx-Straße 78/79 (Karte) | Wohnhaus                               | lt. Aktualisierungsliste vom 15. Juli 2009 – nicht mehr als Baudenkmal geführt |      |

### Moeckow
| ID | Lage                  | Bezeichnung            | Beschreibung | Bild |
| -- | --------------------- | ---------------------- | ------------ | ---- |
|    | Dorfstraße 44 (Karte) | Wohnstall              |              |      |
|    | Dorfstraße            | ehem. Stallscheune     |              |      |
|    | Dorfstraße            | Feldsteinstallspeicher |              |      |

### Steinfurth
| ID | Lage                  | Bezeichnung  | Beschreibung | Bild           |
| -- | --------------------- | ------------ | --- | -------------- |
|    | Dorfstraße 16 (Karte) | Gutshaus     | Unsanierter, 1-gesch. Putzbau von 1911 mit Krüppelwalm | Gutshaus       |
|    | Dorfstraße (Karte)    | Kirchenruine | Die ehemalige Kirche ist ein Feldsteinbau aus dem Mittelalter. Seit dem Dreißigjährigen Krieg ist die Kirche eine Ruine. Die Kirche wurde Anfang des 14. Jahrhunderts erbaut. Neben Mauerwerk ist ein abgestufter Triumphbogen erhalten. Weiter existieren noch Reste des Westturmes, dieser wurde aus Feldstein erbaut. | Weitere Bilder |
|    | Dorfstraße            | Kulturhaus   | Backstein - verputzt, einstöckig, DDR-Zweckbau um 1960, mit Saal, Krüppelwalmdach | Kulturhaus     |
|    | Dorfstraße (Karte)    | Kapelle      | Die Grabkapelle wurde 1858 nach einem Entwurf von Friedrich August Stüler erbaut. Es ist ein Grabkapellenbau aus gelbem Klinker mit einem Gruftkeller. Hier befinden sich Grabmale der Familie von Bismarck-Bohlen. | Weitere Bilder |

### Zarnekow
| ID | Lage               | Bezeichnung                      | Beschreibung | Bild                             |
| -- | ------------------ | -------------------------------- | --- | -------------------------------- |
|    |                    | ehem. Schule (Wohnhaus)          | | ehem. Schule (Wohnhaus)          |
|    | Kirchplatz (Karte) | Kirche                           | Die evangelische Kirche wurde in der zweiten Hälfte des 13. Jahrhunderts erbaut. Es ist ein Feldsteinbau, an der Nordseite befindet sich die Sakristei. Die Giebel sind aus Backstein. Der neugotische Turm im Westen der Kirche wurde 1892 erbaut, er hat einen achtseitigen Pyramidendach. Im Inneren befindet sich ein Altaraufsatz aus Sandstein, dieser stammt aus dem Jahr 1622. Der Sakramenteenscharnak wurde in der ersten Hälfte des 15. Jahrhunderts eingebaut. Im Chor befinden sich Glasfenster aus dem Jahr 1890. | Weitere Bilder                   |
|    | Kirchplatz (Karte) | Pfarrhaus                        | Feldsteinfundament, Holzverkleidung | Pfarrhaus                        |
|    | Kirchplatz (Karte) | Wohnstallhaus südlich der Kirche | Kleines Gebäude mit Wohnteil und Stall auf dem Pfarrgehöft | Wohnstallhaus südlich der Kirche |